# Regrets (chanson)
Singles de Mylène Farmer
Désenchantée
(1991) Je t'aime mélancolie
(1991)
Regrets est une chanson de Mylène Farmer en duo avec Jean-Louis Murat, sortie en single le 29 juillet 1991 en tant que deuxième extrait de l'album L'Autre….
Sur une musique de Laurent Boutonnat, Mylène Farmer écrit un texte très romantique, évoquant les sentiments d'un couple frappé par la mort de l'un des deux.
Soutenu par un clip en noir et blanc de Laurent Boutonnat tourné en Hongrie (en même temps que celui de Désenchantée), le titre connaît un grand succès, atteignant la 3e place du Top 50 et des diffusions radio et permettant à l'album L'Autre… de se maintenir n°1 des ventes.
Lors de son Mylénium Tour, Mylène Farmer interprète le titre seule sur scène, devant un Feu de Bengale. Pressentie pour être le second extrait de l'album Live, cette version ne sortira finalement pas en single mais le clip de l'interprétation en concert sera diffusé à la télévision au printemps 2001.

## Contexte et écriture
En 1989, Mylène Farmer déclare apprécier l'album Cheyenne Autumn de Jean-Louis Murat, un jeune chanteur peu connu du grand public : « J'aime l'auteur, j'aime l'interprète [...] J'ai souhaité lui envoyer un mot pour lui dire que j'aimais ce qu'il faisait, mais j'ai du mal à le faire ». 
Elle finit par lui adresser une lettre, qui sera la première d'une correspondance qui durera un an. Elle écrit ensuite Regrets en s'imaginant chanter le titre avec lui. 
Dans ce texte romantique, elle évoque sous la forme d'un dialogue les sentiments d'un couple frappé par la mort de l'un des deux (« Debout la tête ivre de rêves suspendus, je bois à nos amours infirmes », « Au vent que je devine, nos lèvres éperdues s'offrent des noces clandestines »). Le vers « Au vent que je devine » est emprunté au poème Grain blanc de Pierre Reverdy, issu du recueil Sources du vent publié en 1929.
Sur une musique douce de Laurent Boutonnat, Mylène Farmer envoie à Jean-Louis Murat une version démo de la chanson sur laquelle elle chante les deux voix, prenant une voix plus grave pour les lignes de Murat. Séduit par le titre, celui-ci accepte aussitôt. La chanteuse reconnaîtra que, parmi les textes de son album L'Autre..., celui-ci a été « le plus dur à écrire. Il est toujours délicat de faire entrer quelqu’un dans son propre univers ».

Regrets devient ainsi le premier duo sur disque de Mylène Farmer, qui décide d'en faire le deuxième extrait de son album L'Autre..., après Désenchantée.

## Sortie et accueil critique
Regrets sort en single sort le 29 juillet 1991 dans une version légèrement raccourcie, alors que Désenchantée continue de figurer parmi les meilleures ventes de disques et que l'album L'Autre… est toujours n°1 des ventes.

### Critiques
- « Un des plus beaux morceaux de l'album L'Autre.... » (Super)[5]
- « On tombe sous le charme [...] Encore plus que Désenchantée, cette chanson mérite, par son élégance, d'être n°1 au Top. » (Smash Hits)[6]
- « Un duo d'une poignante richesse harmonique. » (Star Club)[7]
- « Leurs deux voix se répondent comme un écho naturel. » (Télé loisirs)[8]
- « Regrets est un duo magique et émouvant. » (Jeune et jolie)[9]
- « Un titre désolant de beauté. » (OK! Magazine)[10]
- « Certainement la plus belle chanson d'amour du répertoire de Mylène Farmer. » (La Provence)[11]

## Vidéo-clip

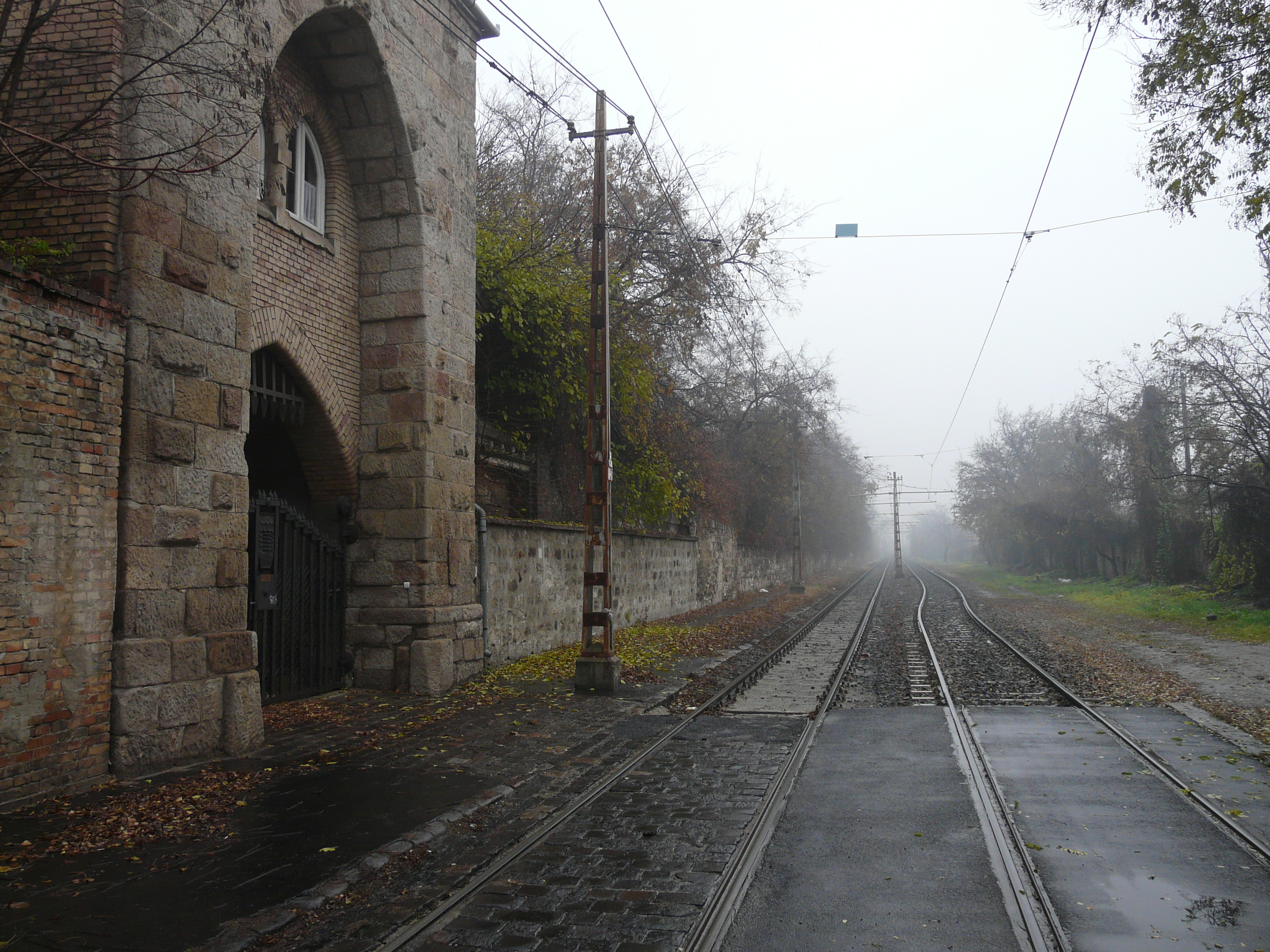
La première image du clip.

Réalisé par Laurent Boutonnat, le clip, en noir et blanc, dure plus de 6 minutes. Il a été tourné en février 1991 dans le cimetière juif de Salgótarjáni út, un cimetière de Budapest, en Hongrie. Le tournage a eu lieu en même temps que celui du clip de Désenchantée.
Le scénario onirique, dans lequel un homme retrouve son amante disparue, a été écrit par Mylène Farmer et Laurent Boutonnat.
La couleur blanche, omniprésente tout au long du clip entre la neige et le brouillard, constitue à créer un monde hors du temps. Tout ce qui représente la réalité est filmé à vitesse normale, tandis que tout ce qui décrit le rêve, l'espoir ou le regret, est filmé au ralenti.

### Synopsis

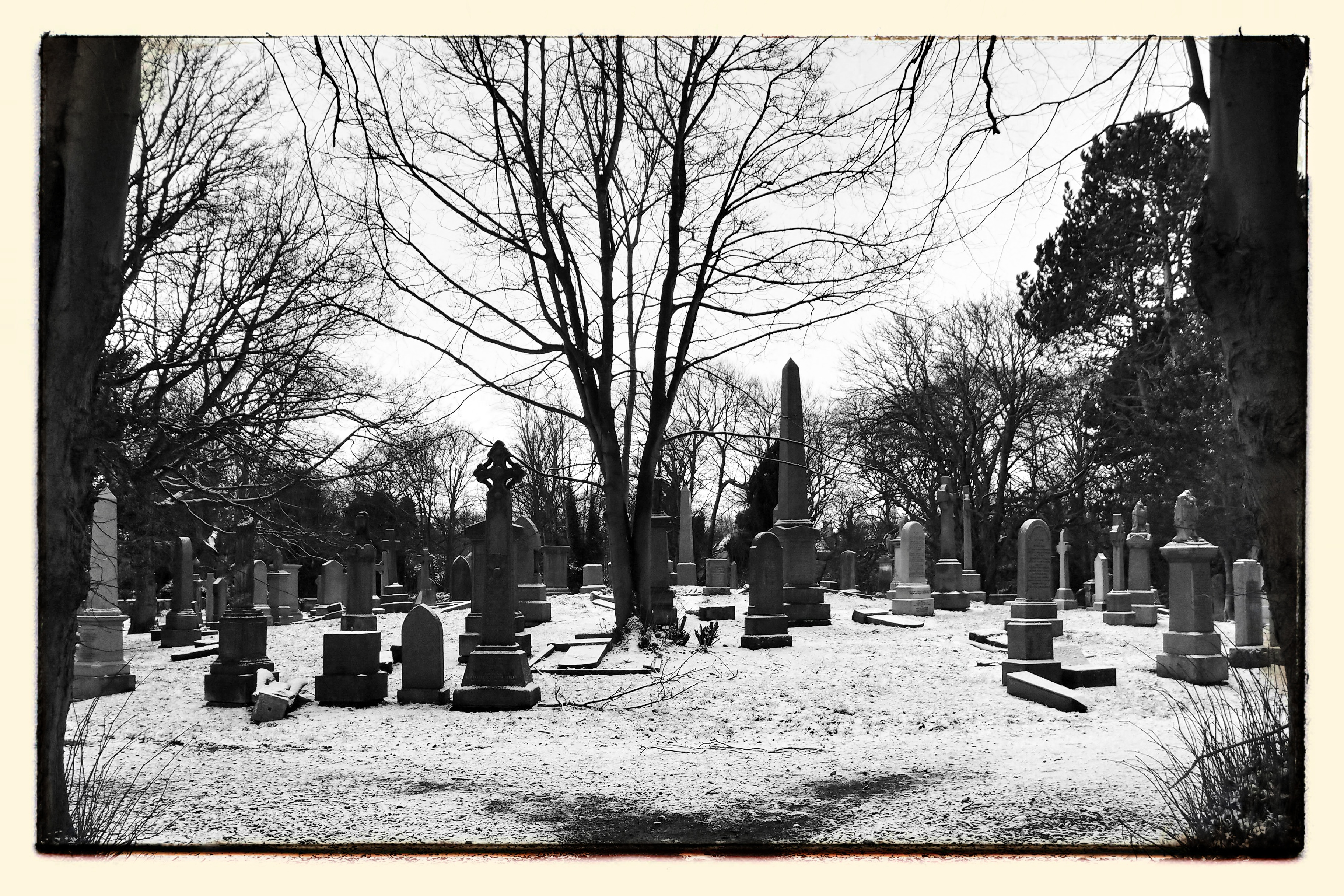
Le clip se déroule dans un cimetière enneigé.

Dans un décor brumeux et enneigé, un tram s'arrête devant une grille. Jean-Louis Murat, un bouquet de chardons dans la main, en descend et pousse la grille : il s'agit d'un cimetière. Dans cet endroit sans vie, seule une biche court entre les tombes. 
Jean-Louis Murat s'assoit sur une tombe, l'air triste et songeur. Le fantôme de Mylène Farmer arrive lentement derrière lui et lui cache les yeux. Il se met à sourire et la prend par la main : ensemble, ils courent, rient et s'enlacent.

Après avoir marché tendrement l'un contre l'autre, Mylène Farmer est allongée sur une tombe et Jean-Louis Murat est blotti contre elle. Ils se serrent dans les bras une dernière fois, avant qu'elle ne retourne dans le brouillard, s'effaçant définitivement.
Jean-Louis Murat ressort du cimetière avec son bouquet de chardons et reprend le tram.

### Sortie et accueil
Le clip est diffusé en exclusivité le 9 septembre 1991 sur TF1 dans l'émission Stars 90.
- « Un superbe duo accompagné d'un superbe clip. » (Podium)[13]
- « Un clip des plus romantiques. »[14]
- « Avec ce clip, Mylène Farmer a atteint la quintessence de la tristesse élégante que comporte son travail. » (Instant-Mag)[15]

## Promotion
Mylène Farmer n'effectuera qu'une seule prestation télévisée pour ce titre, le 7 octobre 1991 dans l'émission Stars 90 sur TF1.

## Classements hebdomadaires
Dès sa sortie, la chanson connaît le succès en France, atteignant la 3e place du Top 50, où elle reste classée durant 16 semaines (dont 10 semaines dans le Top 10). 
Le single sera certifié disque d'argent.

Le titre est beaucoup diffusé en radio, où il atteint également la 3e place des titres les plus diffusés.
Porté par ce nouveau succès, l'album L'Autre…, qui était déjà n°1 des ventes depuis la sortie de Désenchantée, conforte sa suprématie : au total, il restera n°1 des ventes durant 20 semaines consécutives.
En 2018, Regrets atteint la 4e place des ventes de singles en France à la suite de la réédition du Maxi 45 tours par Universal.
| Classement (1991)   | Meilleure position |
| ------------------- | ------------------ |
| Belgique - Wallonie | 2                  |
| France (Ventes)     | 3                  |
| France (Radios AM)  | 4                  |
| France (Radios FM)  | 3                  |
| Europe (Ventes)     | 19                 |
| Europe (Radios)     | 22                 |

| Classement (2018) | Meilleure position |
| ----------------- | ------------------ |
| France (Ventes)   | 4                  |

## Liste des supports
| A. | Regrets (version single)     | 4:45 |
| B. | Regrets (Classic Bonus Beat) | 4:50 |

| A. | Regrets (Extended Club Remix) | 7:13 |
| B. | Regrets (Classic Bonus Beat)  | 5:09 |

| 1. | Regrets                       | 5:10 |
| 2. | Regrets (Extended Club Remix) | 7:13 |
| 3. | Regrets (Sterger Dub Remix)   | 5:56 |

## Crédits
- Paroles : Mylène Farmer
- Musique : Laurent Boutonnat
- Réalisation et productions rythmiques : Laurent Boutonnat et Thierry Rogen
- Production, claviers et arrangements : Laurent Boutonnat
- Guitares : Slim Pezin
- Basses acoustiques : Bernard Paganotti
- Chœurs : Mylène Farmer
- Ingénieur du son : Thierry Rogen, assisté de Lionel Philippe
- Programmateur : Patrice Rouillon Tsernsoff de Gironville
- Enregistré et mixé au Studio Méga
- Éditions : Requiem Publishing - Paul Van Parys [29]

## Interprétations en concert
Regrets n'a été interprété en concert que lors du Mylénium Tour en 1999, durant lequel Mylène Farmer interprétait le titre seule devant un Feu de Bengale. 
Pressentie pour être le deuxième extrait de l'album Live après Dessine-moi un mouton, cette version de Regrets ne sortira finalement pas en single mais le clip de l'interprétation en concert sera toutefois diffusé à la télévision au printemps 2001.
Lors de la tournée des stades Nevermore 2023/2024, le clip est diffusé sur écran géant avant le début du spectacle, afin de rendre hommage à Jean-Louis Murat, décédé quelques jours avant la première date.

## Albums et vidéos incluant le titre

### Albums de Mylène Farmer
| Année | Album         | Version                                     | Durée     | Certifications de l'album  |
| 1991  | L'Autre...    | Version Album Instrumental (réédition 2023) | 5:10 5:13 | Diamant · Platine · Or     |
| 1992  | Dance Remixes | Extended Club Remix                         | 7:13      | 2 × Or                     |
| 2000  | Mylénium Tour | Medley 1999                                 | 5:12      | 2 × Platine · Or           |
| 2001  | Les mots      | Version Album                               | 5:10      | Diamant · 2 × Platine · Or |
| 2020  | Histoires de  | Live 1999                                   | 5:12      | Platine                    |
| 2021  | Plus grandir  | Version Single Vidéo-clip                   | 4:45 6:17 | Platine                    |
| 2025  | 86-97         | Version Album                               | 5:15      |                            |

### Vidéos de Mylène Farmer
| Année | Vidéo                             | Version    | Durée | Certifications de la vidéo        |
| 1992  | L'Autre                           | Vidéo-clip | 6:17  | -                                 |
| 1997  | Music Videos                      | Vidéo-clip | 6:17  | 3 × Platine (VHS) · Diamant (DVD) |
| 2000  | Mylénium Tour                     | Live 1999  | 5:12  | Diamant(VHS) · Diamant (DVD) · Or |
| 2021  | Les clips - L'intégrale 1999-2020 | Live 1999  | 5:06  | -                                 |

## Reprises
En 2023, le titre est repris par Benjamin Biolay et Marie-Flore lors de l'Hyper Weekend Festival à la Maison de la Radio et de la Musique.